# Ґлажево (Куявсько-Поморське воєводство)
Ґлажево (пол. Głażewo, нім. Glasau) — село в Польщі, у гміні Уніслав Хелмінського повіту Куявсько-Поморського воєводства.
Населення — 132 особи (2011).
У 1975-1998 роках село належало до Торунського воєводства.

## Демографія
Демографічна структура станом на 31 березня 2011 року:
|          | Загалом | Допрацездатний вік | Працездатний вік | Постпрацездатний вік |
| -------- | ------- | ------------------ | ---------------- | -------------------- |
| Чоловіки | 66      | 14                 | 44               | 8                    |
| Жінки    | 66      | 11                 | 44               | 11                   |
| Разом    | 132     | 25                 | 88               | 19                   |